# Antrocephalus jayensis
Antrocephalus jayensis is een vliesvleugelig insect uit de familie bronswespen (Chalcididae). De wetenschappelijke naam is voor het eerst geldig gepubliceerd in 2005 door Narendran & Sudheer.